# القطن (حضرموت)
القطن هي إحدى مدن الجمهورية اليمنية. وهي تتبع جغرافيًا لمحافظة حضرموت. وإداريًا لمديرية القطن. يبلغ تعداد سكانها 15723 نسمة حسب الإحصاء الذي جرى عام 2004.